# Kwonkan wonganensis
Kwonkan wonganensis là một loài nhện trong họ Nemesiidae.
Kwonkan wonganensis được miêu tả năm 1977 bởi Main.